# Juan Manuel Cajigal (General)

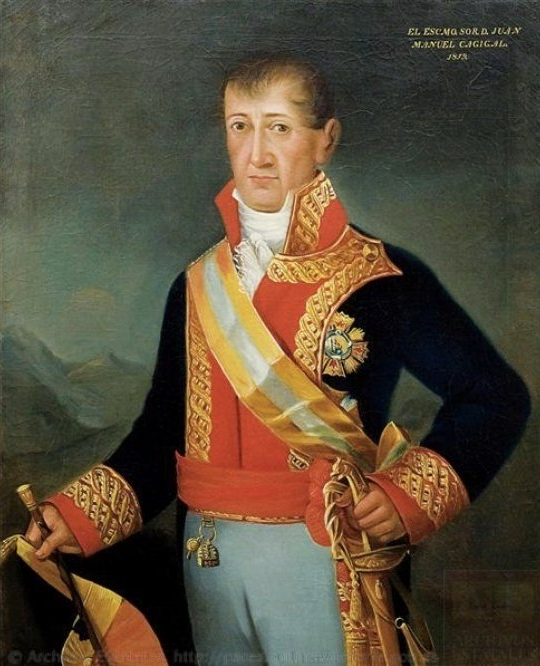
Juan Manuel Cajigal

Juan Manuel de Cajigal y Martínez (auch Juan Manuel Cagigal y Mac Swing oder Juan Manuel Cagigal de la Vega y Martínez Niño; * 10. August 1757 in Cádiz; † 26. November 1823 in Guanabacoa, Kuba) war ein spanischer Generalkapitän in Venezuela und auf Kuba und von 1819 bis 1821 Gouverneur von Kuba.

## Leben
Cajigal entstammte einer Familie mit langer militärischer Tradition. Er diente im Regimiento de Asturias, zuletzt 1777 im Rang eines Capitán, und im Regimiento de Zamora. Er war 1782 an der Abwehr des Versuchs Frankreichs, Jamaika zu erobern beteiligt, wurde er verwundet und kam in französische Kriegsgefangenschaft. Nach seiner Rückkehr nahm er 1799 an der Belagerung Gibraltars  teil.
Noch im gleichen Jahr wurde er nach Venezuela entsandt, wo er in Caracas im Regimiento Veterano diente. Von 1804 bis 1809 war er Gouverneur der Provinz Cumaná (auch Nueva Andaluzía) im Nordosten Venezuelas. Nach dem 19. April 1810, dem Auftakt zur Gründung der Ersten Venezolanischen Republik, flüchtete Cajigal nach Puerto Rico, kehrte jedoch bald, inzwischen im Rang eines Mariscal de Campo nach Venezuela zurück. Er war maßgeblich an der Niederschlagung des venezolanischen Unabhängigkeitsbewegung beteiligt, legte aber wegen Differenzen mit José Tomás Boves nach der Ankunft Pablo Morillos 1815 sein Kommando nieder und kehrte nach Spanien zurück.
Dort wurde er mit dem Orden des heiligen Hermenegild und dem Orden de Isabel la Católica ausgezeichnet und 1817 zum Generalkapitän von Venezuela ernannt. 1819 brach er in Richtung Amerika auf, erfuhr aber erst auf hoher See von seiner Ernennung zum Generalkapitän von Kuba. Dieses Amt trat er im August 1819 als Nachfolger von Juan María Echeverri an. Hier bemühte er sich, die Ordnung durch die Wirren des Trienio Liberal aufrechtzuerhalten. 1821 übergab er das Kommando aus gesundheitlichen Gründen an Nicolás Mahy und zog sich nach Guanabacoa zurück, wo er 1823 starb.